# Raphael (バンド)
Raphael（ラファエル）は、日本のヴィジュアル系メタルバンド。
1997年結成、1999年、メジャー・デビュー。2001年活動休止。2012年に約12年ぶりに始動。2016年に約3年半ぶりに活動再開、最後の活動を行い、11月1日に解散。19年間の活動に終止符を打った。
公式ファンクラブ名は「聖天使学院天々団」（1999年 - 2001年）、「聖天使学院天々団リターンズ」（2016年 - ）。

## 概要
結成当初、YUKIの声や音楽的な感性にクラシックの要素を感じた華月が、クラシックを含めた楽曲をコンセプトにしようと決めた。「等身大の自分たち」というコンセプトもある。バンド名は熾天使ラファエルから。かっこよさそうという理由で華月が名付けた。またラファエルが「音楽」や「癒やし」を司ることから、楽曲が憂鬱な世界に光を奏でる癒やしの旋律となるよう命名。キャッチコピーを「神が授けた最後の奇蹟、光を奏でる癒しの旋律」とする。当初「天使」というルックスと共にインパクトを狙って考えたものだったが、16歳で「lost graduation」を書いてから運命的なものを感じ、この曲が言葉を意味付けてくれたと華月は語っている。
HR/HMの評論家和田誠は日本の若手有望ヘヴィメタルバンドとして紹介したこともあり、『ROCK DRIVE』（FMヨコハマ/日曜24:00-25:00/2014,9月終了）にて度々楽曲を流す。『秋風の狂詩曲』も発売時に紹介。華月やメンバーに対する思いを語る。
音楽雑誌『Vicious』などで大きく取り上げられ、コーナーも作られたりもしたが、ギター兼コンセプトリーダーであった華月が2000年10月31日に急逝。2001年3月に活動休止し、華月の13回忌にあたる2012年10月31日と11月1日に2夜限りの再演ライブを行った。
メンバー4人の出会い（華月はこの出来事を「蒼の邂逅」と呼んだ）から20年の年であり、華月の17回忌となる2016年にワンマンライブ、全国ツアー、ファンクラブイベント、主催ライブイベントを開催し、3枚の再レコーディングフルアルバムを発売。YUKITOの引退に伴い解散した。ラストライブは10月31日と11月1日、Zepp Tokyo。

## メンバー

### メンバー
- YUKI（ゆうき、1981年7月11日[7] - ）ボーカル
本名は櫻井有紀。シンボルカラーは紫。少年合唱団の経験があり、クラシック調の独特な歌い方をする。Raphael活動停止後はドラムのHIROと「rice」を結成。2015年11月1日、自身の単独公演「独唱 -悠久の檜舞台-」にてRaphaelの楽曲を演奏し、2016年の活動再開を発表した[8]。
- YUKITO（ゆきと、1981年5月23日[7] - ）ベース
本名は本田之人。シンボルカラーは赤。Raphael活動停止後はバンド「BLACK LOVE」を結成し、ボーカルとベースを兼任。神奈川県川崎市で友人とHELL'S BARを経営[9]。2003年5〜8月に自宅で大麻を栽培、所持したとして大麻取締法違反（所持、栽培）で逮捕され、懲役2年6月、執行猶予3年（求刑懲役2年6月）の有罪判決を受けたが、その際裁判官は「犯行は悪質だが、被告の音楽の才能を認める多くの人がおり、音楽を生業とすることができる環境にあることを考慮して、今回に限り執行を猶予する」と述べた[10]。2016年11月1日に音楽引退後はジュエリーブランド「KOUHAKU」の運営及び古美術商を経営している[11]。
- HIRO（ひろ、1981年11月17日[7] - ）ドラム
本名は村田一弘。シンボルカラーは黒。Raphael活動停止後はボーカルのYUKIとriceで活動。大塚愛、鈴木亜美、BoA、新谷良子、内田真礼、&Gなどのバックバンドドラマーとしても活躍している。
- 華月（かづき[7]、1981年4月7日[7] - 2000年10月31日）ギター
本名は渡辺和樹。シンボルカラーは青。殆どの楽曲を手がけ、Raphael以外にも活発な活動を行っていた。愛称「かじゅりん」。百合十字団のリーダーでもある。2000年に19歳で死去した。死因は市販の鎮痛剤の大量摂取による中毒とされる[12][13][14]。

### サポート・ゲストミュージシャン
- もっちゃん（坂本正利）キーボード
1998年から2001年までのすべてのライブ、レコーディング、ファンクラブイベント、2012年『天使の檜舞台 第一夜 白中夢』『天使の檜舞台 第二夜 黒中夢』に参加。
- ANCHANG（SEX MACHINEGUNS）ギター
2012年『天使の檜舞台 第一夜 白中夢』『天使の檜舞台 第二夜 黒中夢』、2016年『KAZUKI 17th memorial「蒼の邂逅」』『Beat -2016-』『悠久の檜舞台 第壱夜 白中夢』『悠久の檜舞台 第弐夜 黒中夢』に参加。
- 都啓一（Rayflower、SOPHIA）キーボード
2016年『天使の檜舞台 第壱夜「華弦の月」』『天使の檜舞台 第弐夜「悠久の四重奏」』『Beat -2016-』『悠久の檜舞台 第壱夜 白中夢』に参加。
- KOJI（ALvino、ex.La'cryma Christi）ギター
2016年『Love story -2000020220161101-』レコーディングに参加。
- 潤（ALvino、PIERROT）ギター
2016年『天使の檜舞台 第壱夜「華弦の月」』『天使の檜舞台 第弐夜「悠久の四重奏」』『悠久の檜舞台 第壱夜 白中夢』『悠久の檜舞台 第弐夜 黒中夢』に参加。
- Lida（Dacco、Psycho le Cemu、ニンジャマンジャパン）ギター
2012年『天使の檜舞台 第一夜 白中夢』『天使の檜舞台 第二夜 黒中夢』に参加。
- 咲人（ナイトメア）ギター
2012年『天使の檜舞台 第一夜 白中夢』『天使の檜舞台 第二夜 黒中夢』、2016年『KAZUKI 17th memorial「蒼の邂逅」』『Raphael Live Tour 2016「癒し小屋」』『悠久の檜舞台 第壱夜 白中夢』『悠久の檜舞台 第弐夜 黒中夢』に参加。
- Ommy（earthmind）ギター
2016年『夏だ!天使だ!林間学校 -リターンズ-』『Beat -2016-』『悠久の檜舞台 第壱夜 白中夢』『悠久の檜舞台 第弐夜 黒中夢』に参加。
- Tokky（綾瀬鴇）マニピュレート
2012年『天使の檜舞台 第一夜 白中夢』『天使の檜舞台 第二夜 黒中夢』、2016年のすべてのライブ、レコーディング、ファンクラブイベントに参加。
- 夢人（ベル、ex.AYABIE）ギター
2012年『天使の檜舞台 第一夜 白中夢』『天使の檜舞台 第二夜 黒中夢』、2016年『Raphael Live Tour 2016「癒し小屋」』『夏だ!天使だ!林間学校 -リターンズ-』『天々団リターンズ限定公演「夢より素敵な」』『悠久の檜舞台 第壱夜 白中夢』『悠久の檜舞台 第弐夜 黒中夢』に参加。
- 美月（The THIRTEEN、ex.Sadie）ギター
2016年『悠久の檜舞台 第弐夜 黒中夢』に参加。
- 刻（ex.Black Gene For the Next Scene）ギター
2016年『悠久の檜舞台 第壱夜 白中夢』『悠久の檜舞台 第弐夜 黒中夢』に参加。
- 畠中"Bun-chan"文子/キーボード
2016年『夏だ!天使だ!林間学校 -リターンズ-』に参加。
- 寺島"Kie-chan"貴恵/ヴァイオリン
2016年『夏だ!天使だ!林間学校 -リターンズ-』『Beat -2016-』『悠久の檜舞台 第弐夜 黒中夢』に参加。
- 浅井眞理/ヴァイオリン
2016年『夏だ!天使だ!林間学校 -リターンズ-』『悠久の檜舞台 第弐夜 黒中夢』に参加。
- 島岡万理子/ヴィオラ
2016年『夏だ!天使だ!林間学校 -リターンズ-』『悠久の檜舞台 第弐夜 黒中夢』に参加。
- 加藤文枝/チェロ
2016年『夏だ!天使だ!林間学校 -リターンズ-』『悠久の檜舞台 第弐夜 黒中夢』に参加。

## 来歴
1997年
- 3月 - YUKITOを中心に4人で結成[15][16]。
- 9月14日 - 登戸Live space IMUで初ライヴ[17]。
- 10月 - 当時のサポート・キーボーディストを介して、後のプロデューサー平井光一に出会う。
- 12月24日 - 横浜クラブ24でのライヴでトリを務める[15]。

1998年
- 4月7日 - 恵比寿GUILTYにて初ワンマンライヴを行い、ミニアルバム『LILAC』をリリース[15]。癒やしというコンセプトで活動していく中、彼らの才能を見出した平井光一のプロデュースを得る。
- 8月 - 「SHOCK WAVE Circuit」ツアー参加。ファイナルは9月6日、目黒鹿鳴館。
- 11月1日 - 1st.シングル『White Love Story』をリリース。発売記念コンサートを渋谷ON AIR WESTにて行う。
- 12月23日〜25日 - 池袋CYBER、目黒鹿鳴館、渋谷ON AIR WESTにてクリスマス3daysライヴ「〜聖夜の天使の音楽会〜」を開催[18]。

1999年
- 2月20日 - シングル『「Sick」〜XXX患者のカルテ〜』リリース。
- 2月26日 - 渋谷ON AIR EASTでファンクラブ発足記念ライヴを行う[18]。
- 3月 - 「SHOCK WAVE Circuit“春の嵐”」ツアー参加。
- 4月29日 - シングル『夢より素敵な』『Sweet Romance』2タイトル同時リリース。
- 5月28日 - 渋谷公会堂での初のホールワンマン「天使の檜舞台」で、メジャー・デビューを発表。チケットは即日完売。
- 7月23日 - シングル「花咲く命ある限り」でフォーライフ・レコードからメジャー・デビュー[18]。
- 7月26日 - デビュー後初ライヴ「白の集い」を渋谷公会堂で行う。
- 8月 - 全国ツアー「〜天使降臨〜」。ファイナルは30日、川崎CLUB CITTA'。
- 8月23日〜24日 - 福島県白河 関の里にてイベント「夏だ!天使だ!林間学校!」開催（1泊2日）。
- 10月1日 - シングル『eternal wish〜届かぬ君へ〜』リリース。
- 10月4日 - 赤坂BLITZ二夜連続公演「現想夢物語 白中夢」[18]。
- 10月5日 - 赤坂BLITZ二夜連続公演「現想夢物語 黒中夢」[18]。
- 11月20日 - シングル『promise』リリース。
- 12月1日 - 1st.フルアルバム『mind soap』を発売[18]。翌日からツアー「mind soap」を開始する。ファイナルは19日、渋谷公会堂。18歳になり、高校を卒業出来る年齢になり初めて年齢を公表。

2000年
- 2月2日 - シングル『lost graduation』リリース。
- 3月4日 - 日本武道館で卒業式を意識したスペシャルライヴ「graduation」を行い[18]、第二期Raphaelの開始を宣言する。
- 3月23日 - ミニアルバム『卒業』リリース。2日後からツアー「graduation」を開始する。ファイナルは4月14日、神奈川県民ホール。
- 5月24日 - VHS『Pictorial Poem』リリース。
- 7月21日〜23日 - 苗場プリンスホテルにてファンクラブ会員限定イベント「millennium summer event」開催（1泊2日 2回開催）。
- 8月23日 - シングル『Evergreen』、VHS『Raphael Special Live「graduation」〜2000.3.4 日本武道館〜』2タイトル同時リリース。
- 8月〜9月 - ライヴハウスツアー『「癒し小屋」〜夏、とにかく熱い〜』を決行。ファイナルは9月8日、赤坂BLITZ。
- 10月31日 - リーダーである華月が急逝。
- 11月1日 - シングル『秋風の狂詩曲』リリース
- 11月19日 - 日比谷野外音楽堂で執り行われたお別れ会では約15,000人のファンが献花した[19]。Janne Da Arc、Plactic tree、LAREINEなど多くの親交のあったバンド・個人から追悼のメッセージが届いた。[20]
- 11月22日 - インディーズで発売された作品6タイトルをメジャーで再発。
- 12月〜翌年1月 - ツアー「Raphael Tour 2000-2001 新世紀を駆けぬけろ!」の全日程をギタリストを入れず予定通り決行。ファイナルは1月16・17日、渋谷公会堂2days。

2001年
- 3月21日〜23日 - 和歌山県南紀白浜 美悠樹苑にてファンクラブ会員限定イベント「201810（ふれあいハート）」開催（1泊2日 2回開催）。
- 3月26日〜30日 - 千葉県南房総白浜 グランドホテル太陽にてファンクラブ会員限定イベント「201810」開催（1泊2日 3回開催）。イベント終了をもって活動休止。

2012年
- 2月 - オフィシャルサイトが立ち上がる[21][22]。
- 4月7日 - 華月の誕生日である4月7日、オフィシャルサイトにて10月31日、11月1日にZepp Tokyoで復活ライヴを行うことが発表された。
- 10月31日 - 12年ぶりとなるシングル『eternal wish〜届かぬ君へ〜』を「Raphael -Starring 華月-」名義でリリース[23]。
  - 同日 - Zepp Tokyo「天使の檜舞台 第一夜 白中夢」[24]。
- 11月1日 - Zepp Tokyo「天使の檜舞台 第二夜 黒中夢」[25][26][27]。
- 12月26日・2013年1月30日 - 2日間の再演ライヴの模様が完全収録されたCDとDVDをリリース[28]。

2015年
- 11月1日 - YUKIがRaphaelの楽曲をアコースティックバージョンの弾き語り形式で演奏する単独公演「独唱 -悠久の檜舞台-」を渋谷duo MUSIC EXCHANGEにて開催。メンバー4人の出会いから20年となる年であり、華月の17回忌となる2016年にRaphaelのライブツアーを行う事を発表。この年をもって音楽から離れるメンバーが居る事も発表[29]。

2016年
- 4月7日 - ワンマンライブ『KAZUKI 17th memorial「蒼の邂逅」』をShibuya O-Eastにて開催[30][31][32]。
- 5月18日 - アルバム『Never -1997040719990429-』をリリース[33]。
- 5月23日〜 - ライヴハウスツアー『Raphael Live Tour 2016「癒し小屋」』を開催。初日の横浜ベイホールにて、ラストライブとなる10月31日・11月1日の公演を発表[34][35]。
- 8月3日 - アルバム『Ending -1999072319991201-』をリリース。
- 8月6日 - 主催イベント『天使の檜舞台 第壱夜「華弦の月」』を豊洲PITにて行う。
- 8月7日 - 主催イベント『天使の檜舞台 第弐夜「悠久の四重奏」』を豊洲PITにて行う。
- 9月10日〜11日 - 苗場プリンスホテルにてファンクラブ会員限定イベント「夏だ!天使だ!林間学校 -リターンズ-」開催（1泊2日）。
- 10月7日 - 目黒鹿鳴館にてファンクラブ会員限定ライヴ『天々団リターンズ限定公演「夢より素敵な」』開催。
- 10月16日・23日 - Zepp Tokyo、仙台PITにて「MY little HEARTS. Special Edition Vol.8」出演。
- 10月26日 - アルバム『Love story -2000020220161101-』をリリース[36]。
- 10月28日 - TSUTAYA O-EASTにて「Beat -2016-」出演[37]。
- 10月31日 - Zepp Tokyo「悠久の檜舞台 第壱夜 白中夢」。
- 11月1日 - Zepp Tokyo「悠久の檜舞台 第弐夜 黒中夢」[38][39]。

## エピソード

### 結成の経緯
- 別々の中学に通っていた華月とYUKITOが中学2年の頃にパンク系バンドを組み[40]、しばらく離れた頃に偶然カラオケでYUKIの歌を聴いたYUKITOが気に入り「すごいボーカルが居る」と華月に紹介。ドラムを探そうという時にYUKITOの中学の同級生であるHIROがこっそりドラムをやっている話を聞いて華月に紹介し、4人が出会った[2]。

### メジャー・デビュー以前
- バンドを結成して最初に生まれた楽曲は『eternal wish〜届かぬ君へ〜』。YUKIがトイレに居る時にメロディを思い付いた。忘れないうちに3パターン作ったサビの部分をパイプオルガンの音色で電話越しに華月に聞かせた[2]。他のアーティストの曲をコピーして先々はオリジナル曲ができたら、とバンド内で話していた頃だったため華月は驚き感動し、すぐに「じゃあね」と電話を切った。その後すぐギターラインを作り、1時間後には今度は華月からYUKIに電話をかけて聞かせた。翌朝に華月が電車内の短い時間に作詞し、そのあと直接顔を合わせたYUKIに読ませ、楽曲が完成していった[41]。
- アルバム『LILAC』のタイトルであるライラックの花言葉は「若さ」であり、この作品を「処女作ゆえの勢い、少年期ゆえにできたものにしたかった」「小さな種の状態から、聴いた人が育ての親となり、きれいな花を咲かせてほしい」という思いからあえてタイトルに花の名前を選んだと華月は話している[42]。
- シングル『White Love Story』は1997年のクリスマスイヴに初めてRaphaelとしてライブを行う事になった時、せっかくだから1曲くらいクリスマスソングを演奏したいということで華月が作曲した。大人の恋に憧れるちょっと背伸びしたがっている少年が主人公で、その恋の行方を天使であるメンバー4人が空から見守っている、という歌詞の内容。レコーディング時期は真夏の7月で、雰囲気を出すためにクーラーでスタジオを寒くしていたという[43]。
- マキシシングル『「Sick」〜XXX患者のカルテ〜』に収録されている「症状3.XXX症」は、ダウン症のことを指している。「母親のお兄ちゃんが知的障害で、学習障害なんです。僕は小さい頃からそういう人達に対する教育を凄くされてて。小中学校の頃、酷い人では大人になっても、身体障害者の人達を見て笑う人もいるじゃないですか。それってどういうことなのかなって。世も末だなって。そういうことを歌ってるんですね。あと人間のトータル的数値は誰でも同じだと思うんですよ。彼ら（障害者の人達）には欠落している部分もあるけど、僕らに欠落しているものを彼らは持っていると思う。Raphaelが精神的なメッセージ性に向かった大切な曲でもあるんです」「完全なノンフィクションですよ、この作品。1曲目と2曲目ではどん底まで落ちて、そこで気付いたメッセージを歌っているし。『症状3.XXX症』の歌詞だけ勘違いしてる子も多いんですけどね。人間に点数付けられるとしたら、欠落している部分があっても数字はみんな同じですよって。最終的にはポジティヴなメッセージを歌っているんですよ」と華月は話している[44]。
- シングル『Sweet Romance』は短い歌詞ながらワンコーラスで言いたい事が全部詰まっており、内容的には『「Sick」〜XXX患者のカルテ〜』の延長上にある世界で、華月曰く現実逃避の素晴らしさを歌っており「現実逃避って、僕は好きな言葉なんですよ。嫌な現実から逃れればそこは夢に溢れたひとりの世界だから。自分を守り抜いたゆえに、周りから除外される事ってあるじゃないですか。ちょっと人とは違うけど、自分を守ってそのままで居たら皆から無視されちゃった、とか。でもそれは周りがおかしいんだから、自分を守りなさい、ひとりになる勇気を持ちなさい、っていう。ネガティヴな中にも前向きなメッセージを秘めているんです」と話している[45]。カップリング『follow you』は結成後2曲目に作った曲だという[46]。
- シングル『夢より素敵な』には歌詞の解釈の仕方が3パターンある。華月は「ただのラブソングとして解釈しても構わないし、ウエディングソングでもある。実は最初に作ったのがプロデューサー平井光一さんの娘さんが結婚する時で。それからライブの最後にまた来てねって感じで演る曲でもある。僕らはファンの見えない部分で苦しんでたりするけど、でもファンはその見えない部分も含めて僕らを信じて、今日もまたこの会場に来てくれた。だから今、夢より素敵なものをここで見せてあげますよ、って」と話している[45]。衣装はショウ的要素を取り入れるためサーカスをコンセプトとして、YUKIはシルクハットを被ってウサギのぬいぐるみを持ち、YUKITOは本物のピエロの衣装を着用し、HIROは猛獣使いのイメージ、華月はサーカスに売られた少女の役だという[46]。
- 『夢より素敵な』から、メジャーデビュー後に発売した『promise』までのシングルのジャケットイラストを天野喜孝が手掛けている。元々華月は『夢より素敵な』『Sweet Romance』が両極端の曲のため“天使”と“傷付いた天使”の絵にしたいと考えており、その絵を誰に依頼するかという話になった時、たまたま皆がファイナルファンタジーが好きだったため「あの絵を描いてる人がいい」と冗談半分でお願いをしたら、天野の側もRaphaelの音楽を気に入り難なく了承、そのまま実現してしまったということである[46]。

### メジャー・デビュー以降
- メジャーデビューシングル『花咲く命ある限り』のプロモーションビデオは、華月の思い描いていたシチュエーションとして地平線が見えるほどの野原や、歴史を感じさせる建物、外国人の女の子といった条件があり、様々なイメージを具現化できる場所としてフランスで撮影[47]。そこで海外のファンと出会ったことに感動したことが雑誌のインタビューで紹介されている[要文献特定詳細情報]。歌詞はメジャーデビュー作ということで、それまでと違った視点から作詞しており、華月は「“主人公=僕ら”じゃなく、僕らの音楽を聴いている人達が主人公で、アナタと書かれているのが僕ら。つまり、僕らの音楽に触れて癒やされていく少女（少年）を、僕らとの恋愛の物語に例えて歌ってるんですね」「メジャーになって、この曲から僕らの音楽を聴く人も多いじゃないですか。より多くの人に伝わりやすくなるためにメッセージ的なものを物語に仕立ててみた。“本当に正しいと思えば貫きなさい”っていうメッセージは変わらず。主人公を自分らに例えて聴いてほしいですね」と話している。カップリング『「・・・」〜或る季節の鎮魂歌〜』は1998年4月に行った恵比寿GUILTYでの初ワンマンライブで曲目が足りず急遽作ったものへ、音源化をきっかけにそれまでの歌詞を基に、光をテーマに作詞し直した[48]。
- 1999年7月に行った渋谷公会堂でのワンマンライブ『白の集い』では、全身に白い服を纏って来場した人のみ当日限定プレミアムCDを無料配布。
- シングル『promise』はバンドの最初期にできた楽曲で、結成後に作った5曲の中に入る。冬にできたため強烈に冬のイメージがあり「どうしても冬に出したかったから『LILAC』に入れなかったというのもある。春にその曲を聴いていて、次の秋くらいに久々にその曲を聴いた時に、その曲を聴いていた春の思い出が蘇るって感覚があるじゃないですか。僕はそれが好きで、それを与えたいから、季節にはこだわった」と華月は話している。カップリング『cadenza』のタイトルは音楽用語で終止符を意味する[49]。
- アルバム『mind soap』はタイトルの構想が1年ほど前からあり、心を洗う石鹸ということで『mind soap』にしたいと華月が提案し、バンドのコンセプトである“心の癒し”とかけているとしてメンバー全員が快諾した。YUKITOによれば「今までみたいにコンセプトを決めて10曲、11曲も作るのは無理だろう、と。だったら、いっそのこと音楽のジャンルをバラバラにしちゃえ!っていうのが逆にコンセプトになって、カントリーだのタンゴだのメタルだの何だの、いろいろ入っている。シングル3曲以外は今回、全部書き下ろしています」とのこと。[50]。
- シングル『lost graduation』は1998年4月に行った恵比寿GUILTYでの初ワンマンライブの前にできた楽曲で、公演2日前に華月から歌詞を渡され、華月の部屋でどんな思いで書いたのかという話をした。「歌詞中の“1輪の白い花”は、実は自分だけの卒業式（高校を辞めた学期末）に自分のために自分で買ってあげた白い花、カラーだったとか。結構深いところまで話してくれた」とYUKIが話している[51]。
- 2000年3月に行った日本武道館でのワンマンライブにて入場者全員にCD『雪の人形』を無料配布。武道館でのワンマンライブを前に華月の大ファンだったとある同い年のファンが亡くなり、その事を受けて華月が作曲したもの。「僕ら全員ラジオをやってるじゃないですか。ゆきこちゃんって子だったんですけど、彼女のお友達から電話がかかってきて。ゆきこちゃんはうちのライブも全国どこでもついて来てたし、結構目立つ格好で僕も知ってる子だった。突然の訃報を聞いて事務所に行ったら彼女からの手紙が来てて。でももう返事を書いても届かない。だから僕は手紙を書いて、それを届けるためにお通夜に行ってあげようと思って、僕の衣装とか写真とかも色々持って行ったんです。そしたら棺の上に僕の写真があったりして、本当に色々考えた。死んでまで持っていってもらうくらいに好かれていて、その一方的な愛の形に僕は何も返す事ができなかった。しかもそんな事に、彼女が死んでからしか気付けなかった自分の愚かさなり何なりを。だからとりあえず彼女のために曲を作ろうと、強い使命感に駆られて、どうしても明朝までに仕上げよう、告別式に持って行って身体のあるうちに聴かせてあげよう、と。結局、朝5時半頃にできあがったのかな？そんな信じられない勢いで曲ができたのは、本当に彼女の力だったと思うんですけど」「皆に聴かせることを彼女も望んでいると思うんです」と、告別式に参列した翌日のインタビューで華月は話している[52]。
- ミニアルバム『卒業』は、先に発売したシングル『lost graduation』1曲では途中でやめるという事を正当化するような解釈もできてしまうのではないかと心配し、一度始めた事を最後まで続けるのは大切だというメッセージを込めた『Teenage〜卒業〜』を作ったという[52]。ピアノとボーカルのみの『lost graduation (Silent Version)』のレコーディングに関しては「余裕なんて全然なかった。バンドの音で、誰も俺の歌をフォローしてくれる人間はいないわけで...よっぽど今までメンバーの音に助けられてきたんだなと痛感しました」とYUKIは話している[51]。
- シングル『Evergreen』は速さがテーマにあり、青春のガムシャラさを出したかったという。「本当にリアルタイムの19歳の自分の歌詞。青春=学生時代みたいな書き方をしているけど、心の中はいつまでも変わらない素敵な大人になることによって、青春っていうものを永遠にする事ができるんだと思うんですよ。難しい事だとは思いますけど、何年後かの自分が今の自分を見てもこの瞬間が青春なんじゃないかなと思います」と華月は話している[53]。カップリング『Gebet〜祈り〜』は、トレインガーメタルチックなキックの音がいいと華月に言われ、バスドラムに500円玉を貼り付けて叩いたとHIROが話している[54]。
- シングル『秋風の狂詩曲』はアイリッシュ系とバンドサウンドとの融合がテーマにあったという。「Blackmore's Nightを、今からちょうど1年くらい前に聞いて、それを聞いたのがきっかけで、アイリッシュものにハマった時があったのね。それで『いつかRaphaelでもやりたいなぁ〜』と思ってて、今回、遂に実現したの」「メロディーを聴いただけで“秋”も浮かんだし、これはラブソング以外の何物でもないって思ったからね。後は80年代を意識して書いたの」と華月は話している。カップリング『不滅花』は16歳くらいの時に作った楽曲で、当時書いた詩については「凄く客観的に見れますよね。16で『うたかたの恋』って言葉が、どこから出てきたんだろうってね（笑）。それは『不滅花』に限らず、全ての楽曲に感じる」といい、インディーズ時代からライブでずっと演奏してきた楽曲で、『秋風の狂詩曲』と季節感も似て相性が良いのでカップリングに収録したが、両A面にしたいくらいの楽曲だとも話している[55]。
- 華月が急逝した1ヶ月後の12月2日に開始したライブツアー『2000-2001 新世紀を駆けぬけろ!』初日から2日後のインタビューでYUKIは次のように話している。「痛々しいかもしれないけど綺麗事じゃなく、ファンの子達に現状を見せてあげたい。そういう言い方をすると意地悪いかもしれない。でも、とりあえず現状をしっかり把握してもらいたいなって。それを皆が皆、受け止めるのは無理かもしれないけど、とりあえず今の俺らを見てくれ、と。一つ、ずっと皆に言いたいと思っている事があって。“忘れないでいる事”と“引きずる事”は違うんだぞって。境界線がどこなのかも分からないし、すごく微妙だし、ニュアンスの違いだと言われるかもしれない。でもね、引きずらないでほしいんだよね」[56]。
- ライブツアー『2000-2001 新世紀を駆けぬけろ!』が終了した1ヶ月半後の2001年3月5日、所属事務所＆レコード会社の声明文と、メンバーを代表してYUKIからファンへの声明文をマスコミ各社に発表及びオフィシャルサイトに掲載。所属事務所＆レコード会社からの発表として「昨年に、本年（2001年）はメンバーそれぞれのレベルアップを行う計画を立てておりました。そして、充分な時間を頂き考えた答えは、その計画を実行することであり、そしてメンバーそれぞれがさらに成長する事により、母体であるラファエルは、より成長すると確信しました。ここでラファエルは少しお休みをもらいます。そしてメンバーはそれぞれの挑戦を行います」として、同月後半のファンクラブイベント終了後にYUKIとHIROはriceを始動、YUKITOはソロプロジェクトの始動準備を始める事を発表[57][58]。
- 『eternal wish〜届かぬ君へ〜』を2012年に再度レコーディングして発売する事にした経緯は、結成して最初に作ったオリジナルソングのためどうしても表題曲にしたかったとYUKIが話している。カップリングナンバー3曲については「これまでライブでしかお披露目できていないし、ライブ映像の中に収録されているだけで正式に音源化されていない。前に華月のお母さんが“曲のタイトルはちゃんと覚えているのに、だんだん歌詞も曲もおぼろげになっていってしまう自分が悲しい”と嘆いていた事があって。その言葉がずっと心に残っていたのもあって、こんな機会は次いつあるか分からないし、ちゃんと形に残してあげたいなと思って」としている[59]。収録した4曲はすべて、ライブとプリプロで録音していた華月のテイクを使用している（『拝啓ナーバス』のみライブ音源しかなかったため、当時のプロデューサー平井光一が一部分演奏している）[40]。
- 2016年11月に行ったZepp Tokyoでのラストライブの最後は「夢より素敵な」のミュージックビデオ(2016年Version)に19年間の来歴をエンドロールに乗せてステージスクリーンに映し、多くの観客が熱唱した。

## ディスコグラフィ

### アルバム
|        | 発売日                                                        | タイトル                     | 規格品番                                | 収録曲 | 備考                         |
| ------ | ------------------------------------------------------------- | ---------------------------- | --------------------------------------- | --- | ---------------------------- |
| ミニ   | 1998年4月7日 1998年6月27日:SECOND EDITION 2000年11月22日:再発 | LILAC                        | TG-1 TG-2:SECOND EDITION FLCF-3825:再発 | 1. シナゴーグ前奏曲イ短調〜第一楽章〜 2. Imitation White 3. Sacrifice 4. eternal wish 〜とどかぬ君へ〜 5. 人間不信 6. 窓際の夢（Live Version）[SECOND EDITIONのみ] |                              |
| 1st    | 1999年12月01日                                                | mind soap                    | FLCF-3772                               | 1. シナゴーグ前奏曲第3楽章〜変ホ長調〜 2. さくら 3. 小夜曲〜悲愴〜 4. 花咲く命ある限り 5. ピーターパン症候群 6. promise 7. ハックルベリーの恋 8. eternal wish〜届かぬ君へ 9. Holy mission 10. 吟遊詩の涙 11. 僕と「僕」 | オリコン最高30位             |
| ミニ   | 2000年03月23日                                                | 卒業                         | FLCF-3784                               | 1. 旅立ち〜prologue〜 2. lost graduation 3. Teenage〜卒業〜 4. lost graduation (Silent Version) 5. 旅立ち〜epilogue〜 | オリコン最高50位             |
| 2nd    | 2001年02月21日                                                | 不滅華                       | FLCF-3841                               | 1. eternal wish〜届かぬ君へ〜 2. promise 3. 不滅花 4. lost graduation 5. 夢より素敵な 6. 症状3.XXX症 7. 花咲く命ある限り 8. 小夜曲〜悲愴〜 9. 吟遊詩の涙 10. Teenage〜卒業〜 11. Evergreen 12. 秋風の狂詩曲 13. タッチ | オリコン最高17位             |
| ベスト | 2001年08月01日                                                | Raphael Singles              | FLCF-3875                               | 1. White Love Story 2. 夢より素敵な 3. Sweet Romance 4. follow you 5. 花咲く命ある限り 6. 「・・・」〜或る季節の鎮魂歌（レクイエム）〜 7. eternal wish 〜届かぬ君へ〜 8. 窓際の夢 9. promise 10. cadenza 11. lost graduation 12. Evergreen 13. Gebet（ゲベート）〜祈り〜 14. 秋風の狂詩曲（ラプソディー） 15. 不滅花 | オリコン最高25位、登場回数回 |
| ライブ | 2012年12月26日                                                | 天使の檜舞台                 | UPCH-1913                               | DISC1 1. 花咲く命ある限り 2. Holy mission 3. promise 4. 「・・・」~或る季節の鎮魂歌~ 5. 窓際の夢 6. Dear 7. 拝啓ナーバス 8. eternal wish~届かぬ君へ~ 9. さくら 10. Sacrifice 11. follow you 12. エルフの憂鬱 13. Teenage~卒業~ 14. White Love Story 15. ハックルベリーの恋 16. cadenza 17. Evergreen DISC2 1. 人間不信 2. 小夜曲~悲愴~ 3. Sweet Romance 4. ピーターパン症候群 5. 吟遊詩の涙 6. 不滅花 7. 症状2.分裂症 8. 僕と「僕」 9. 症状1.潔癖症 10. Imitation White 11. 49 12. Gebet~祈り~ 13. 症状3.XXX症 14. 秋風の狂詩曲 15. lost graduation 16. タッチ 17. 夢より素敵な | オリコン最高133位            |
|        | 2016年05月18日                                                | Never -1997040719990429-     | AVCD-93418                              | 1. Imitation White 2. Sacrifice 3. eternal wish〜届かぬ君へ〜 4. 人間不信 5. 窓際の夢 6. White Love Story 7. 症状1.潔癖症 8. 症状2.分裂症 9. 症状3.XXX症 10. Sweet Romance 11. follow you 12. 夢より素敵な |                              |
|        | 2016年08月03日                                                | Ending -1999072319991201-    | AVCD-93446                              | 1. 花咲く命ある限り 2. 「・・・」～或る季節の鎮魂歌～ 3. promise 4. cadenza 5. さくら 6. 小夜曲～悲愴～ 7. ピーターパン症候群 8. ハックルベリーの恋 9. Holy mission 10. 吟遊詩の涙 11. 僕と「僕」 12. タッチ |                              |
|        | 2016年10月26日                                                | Love story-2000020220161101- | AVCD-93493                              | 1. lost graduation 2. Teenage～卒業～ 3. Evergreen 4. Gebet～祈り～ 5. 秋風の狂詩曲 6. 不滅花 7. Dear 8. 拝啓ナーバス 9. エルフの憂鬱 10. Ending～華弦の月～ 11. Love story～悠久の四重奏～ 12. 夢より素敵な |                              |

### シングル
|      | 発売日                             | タイトル                    | 規格品番             | 収録曲 | 備考                                                    |
| ---- | ---------------------------------- | --------------------------- | -------------------- | --- | ------------------------------------------------------- |
| 1st  | 1998年11月1日                      | White Love Story            | TG-3                 | 1. White Love Story                                                                                                 | オリコン最高22位                                        |
| 2nd  | 1999年2月20日 2000年11月22日:再発  | 「Sick」〜XXX患者のカルテ〜 | TGR-6 FLCF-3826:再発 | 1. シナゴーグ前奏曲〜第2楽章〜ホ短調 2. 症状1.潔癖症 3. 症状2.分裂症 4. 症状3.XXX症 5. 49 (Bonus Track)[再発盤のみ] | オリコンではミニアルバム扱い。最高3位(インディーズ部門) |
| 3rd  | 1999年04月29日 2000年11月22日:再発 | Sweet Romance               | TGR-8 FLCF-3824:再発 | 1. Sweet Romance 2. follow you                                                                                      | オリコン最高38位 オリコン最高98位(再発)                 |
| 4th  | 1999年04月29日 2000年11月22日:再発 | 夢より素敵な                | TGR-7 FLCF-3823:再発 | 1. 夢より素敵な | オリコン最高37位 オリコン最高97位(再発)                 |
| 5th  | 1999年07月23日                     | 花咲く命ある限り            | FLDF-1694            | 1. 花咲く命ある限り 2. 「・・・」〜或る季節の鎮魂歌〜                                                               | オリコン最高25位、登場回数4回                           |
| 6th  | 1999年10月01日                     | eternal wish〜届かぬ君へ〜  | FLDF-1698            | 1. eternal wish〜届かぬ君へ〜 2. 窓際の夢                                                                           | オリコン最高28位、登場回数3回                           |
| 7th  | 1999年11月20日                     | promise                     | FLDF-1702            | 1. promise 2. cadenza                                                                                               | オリコン最高32位                                        |
| 8th  | 2000年02月02日                     | lost graduation             | FLCF-3777            | 1. lost graduation 2. Holy mission                                                                                  | オリコン最高40位                                        |
| 9th  | 2000年08月23日                     | Evergreen                   | FLCF-3803            | 1. Evergreen 2. Gebet〜祈り〜                                                                                       | オリコン最高28位                                        |
| 10th | 2000年11月01日                     | 秋風の狂詩曲                | FLCF-3810            | 1. 秋風の狂詩曲 2. 不滅花                                                                                           | オリコン最高24位、登場回数3回                           |
| 11th | 2012年10月31日                     | eternal wish 〜届かぬ君へ〜 | UPCH-9790            | 1. eternal wish〜届かぬ君へ〜 2. Dear 3. 拝啓ナーバス 4. エルフの憂鬱                                               | オリコン最高24位                                        |

### Video
- LILAC - VISION OF EXTREMES(1998/8/1・TGV-1)
- LILAC - VISION OF EXTREMES II(1999/9/22・TGRV-9)
- Pictorial poem(2000/5/24・FLVF-8551)
- Raphael Special LIVE 「graduation」 〜2000.3.4 日本武道館〜(2000/8/23・FLVF-8552)
- Pictorial Poem 2(2001/9/19・FLVF-8565)

### DVD
- forever and ever……（2001/04/25）
- Raphael Clips(2001/9/19・FLBF-8040)
- Last 天使の檜舞台(2001/9/21)
- First 白の集い(2001/9/21)
- Raphael Special Live「graduation」 〜2000.3.4 日本武道館〜(2012/10/31・rdvd-001)
※上記VHSのDVD版。ライブ会場&オフィシャルサイト限定販売。
- 天使の檜舞台 第一夜〜白中夢〜(2012/12/26) - "Raphael-Starring 華月-" 名義
- 天使の檜舞台 第二夜〜黒中夢〜(2013/1/30) - "Raphael-Starring 華月-" 名義
- 悠久の檜舞台 第壱夜〜白中夢〜(2017/2/15)
- 悠久の檜舞台 第弐夜〜黒中夢〜(2017/2/15)
- Raphael THE LAST ACT EPISODE-1【ROAD】(2018/05/23)

## タイアップ一覧
| 使用年 | 曲名                       | タイアップ                                                   |
| ------ | -------------------------- | ------------------------------------------------------------ |
| 1999年 | 夢より素敵な               | TBS系『キャイ〜ン・寛平の女神のハート!』エンディングテーマ   |
| 1999年 | 花咲く命ある限り           | テレビ東京系『SOUNDらりー LOVE&KISS』オープニングテーマ      |
| 1999年 | eternal wish〜届かぬ君へ〜 | 広島テレビ・日本テレビ系『ネプ中』エンディングテーマ         |
| 1999年 | eternal wish〜届かぬ君へ〜 | 日音制作 音楽情報番組『P.S.〜Pop Shake〜』エンディングテーマ |
| 2000年 | Holy mission               | テレビ東京系アニメ『モンキーマジック』オープニングテーマ     |
| 2000年 | 秋風の狂詩曲               | 日本テレビ系『モグモグGOMBO』エンディングテーマ              |

## ミュージック・ビデオ
| 監督        | 曲名 |
| 飯塚(S)充洋 | 2012年「eternal wish〜届かぬ君へ〜(Raphael-Starring 華月-)」2016年「夢より素敵な」                                                              |
| 仲道哲二    | 「秋風の狂詩曲」 |
| 不明        | 「人間不信」「症状3. XXX症」「夢より素敵な」「花咲く命ある限り」「eternal wish〜届かぬ君へ〜」「promise」「lost graduation」「Evergreen」「49」 |

## 書籍
- Graduation 天使論序説 ラファエル・アーティスト・ブック -  深沢梨絵  (著)・加藤正憲 (写真)、シンコーミュージック、2000/03/08、ISBN 978-4401616404
- ラファエル 天使論 完結編 -  深沢梨絵 (著)、シンコーミュージック、2012/10/20、ISBN 978-4401637348
- 卒業 - タイムリーレコード、2016/12/25、JAN 4582477541904

## レギュラー番組

### 1999年 - 2000年
- 何とかプロファイリング（パーソナリティーYUKI、エフエム東京系列）
- 生意気な息子（パーソナリティーYUKI、エフエム東京系列）
- Raphaelの聖天使学院（パーソナリティー華月、ニッポン放送）
- Raphael Jr.（パーソナリティーYUKITO、ベイエフエム）
- Hiro-ism（パーソナリティーHIRO、エフエムナックファイブ）
- らふぁえる☆マン（パーソナリティーHIRO、CBCラジオ）
- Raphaelのこんなもんや（パーソナリティーYUKI、HIRO、IBC岩手放送）
- はふ（パーソナリティーYUKI、HIRO、RKBラジオ）

### 2016年
- 話し小屋（riceとの共同番組「team-R」内）（パーソナリティーYUKI、YUKITO、HIRO、2016年4月 - 同年12月、エフエムナックファイブ）